# 錫特卡利達克島
錫特卡利達克島是美國阿拉斯加州的島嶼，位於阿拉斯加灣西部，由科的阿克島自治市鎮管轄，長29公里、寬24公里，面積300.84平方公里，最高點海拔高度500米，島上無人居住。
57°07′37″N 153°10′46″W / 57.1269444°N 153.1794444°W